# Psiloxylon mauritianum
Psiloxylon mauritianum là một loài thực vật hạt kín, loài duy nhất của chi Psiloxylon và phân họ Psiloxyleae trong họ Myrtaceae, đôi khi được xếp riêng trong họ của chính nó là Psiloxylaceae Croizat. Nó là loài đặc hữu của quần đảo Mascarene (Mauritius và Réunion) trong Ấn Độ Dương.
Đây là loài cây gỗ có vỏ trắng, chứa tinh dầu.